# Lamang
Das Lamang, Selbstbezeichnung gwàɗ làmàŋ, ist eine von etwa 50000 Personen in der Region um die Stadt Gwoza (auf Lamang gwòzò) im Nordosten Nigerias gesprochene Sprache. Sie gehört zum Biu-Mandara-Zweig innerhalb der Tschadischen Sprachen. Die Sprecher verwenden in der Regel das Hausa als Zweitsprache. Làmàŋ bedeutet eigentlich nur „unsere(-màŋ) Leute(là)“.
Eine eng verwandte, in der angrenzenden Region des Kamerun gesprochene Sprache, die manchmal als ein Dialekt des Lamang angesehen wird, ist das Hdi (Xədi).

## Lautsystem

### Konsonanten
Das Lamang unterscheidet folgende Konsonantenphoneme:
|                       | Labiale | Dentale | Sibilanten | Laterale | Velare | Labiovelare |
| --------------------- | ------- | ------- | ---------- | -------- | ------ | ----------- |
| stimmlose Plosive     | p       | t       | ts         |          | k      | kw          |
| stimmhafte Plosive    | b       | d       | dz         |          | g      | gw          |
| pränasalierte Plosive | mb      | nd      | ndz        |          | ŋg     | ŋgw         |
| Implosive             | ɓ       | ɗ       |            |          |        |             |
| stimmlose Frikative   | f       |         | s          | ɬ        | x      | xw          |
| stimmhafte Frikative  | v       |         | z          | ɮ        | γ      | γw          |
| Nasale                | m       | n       |            |          | ŋ      | ŋw          |

Dazu kommen l, r, w und y.
Vor e und i können die Sibilanten palatalisiert werden, so dass z. B. s und ts wie š bzw. č klingen. Dies wird im Folgenden nicht speziell notiert.

### Vokale
Man kann sechs Vokale unterscheiden: a, e, i, o, u, ə. Gelegentlich, besonders in gewissen grammatischen Formen, können Vokale als Langvokale vorkommen (nie ə).
Der Status von ə ist labil: Dieser Vokal kann oft je nach Sprechgeschwindigkeit stehen oder ausfallen, wodurch dann Konsonantengruppen entstehen:
- zə̀ɗàl ~ zɗàl „Mann“
- kə̀lá ~ klá „nehmen“
- mádə̀và ~ mádvà „Antilope“
- dzə̀vò ~ dzvò „Hand“
- ə́mγàm ~ ḿγàm „Chef“

Außerdem kommt ə nie am Wortende vor.
Im Satzzusammenhang werden wortauslautende Vokale, besonders -a, häufig zu ə reduziert oder ganz abgestoßen. Auch das unpersönliche Subjektssuffix -lo „man“ wird im Satzinnern häufig zu -l. Dieses Phänomen ist bisher nicht präzise dokumentiert.

### Ton
Wie alle anderen tschadischen Sprachen ist auch das Lamang eine Tonsprache. Es werden zwei Register unterschieden: Hochton (á), Tiefton (à) sowie gelegentlich ein Fallton (â).
Der Ton ist allerdings in relativ weitem Umfang vorhersagbar. Im Prinzip gilt der Hochton als Default. Bestimmte Konsonanten, sogenannte „depressor consonants“, haben die Eigenschaft, den Ton aller rechts von ihnen stehenden Silben innerhalb desselben Wortes zum Tiefton abzusenken. Als depressor consonants fungieren alle stimmhaften (aber nicht glottalisierten) Plosive und Frikative. Man kann diesen Zusammenhang gut an folgenden Substantiven ablesen:
- éwé „Mund“: kein Depressor, daher durchgehend Hochton
- bùnà „Mahlstein“: Depressor am Anfang, daher durchgehend Tiefton
- ógò „Ziege“: Depressor in der Mitte, daher beginnend mit Hochton, dann Tiefton

Diese Tendenz gilt besonders für Nomina. Sie ist weniger wirksam bei Verben, deren Ton mehr von der grammatischen Form als von der Natur der Konsonanten bestimmt wird, sowie auch bei Fremdwörtern, die ihren originalsprachlichen Tonverlauf beibehalten können. Auch auf Pronomina und grammatische Elemente trifft die hier angegebene Regel nicht zu.
Minimalpaare von Wörtern, die sich nur durch den Ton unterscheiden, kann man im Verbalsystem finden (Beispiele unten im Abschnitt „Einfache versus abgeleitete Verben“).

### Akzent
Unabhängig vom Ton gibt es einen Akzent (genauer: Satzakzent). Dabei wird tendenziell die vorletzte Silbe einer Äußerung hervorgehoben; dies betrifft auch isoliert gesprochene Wörter. Durch die Hervorhebung kann der Vokal verlängert und ggf. ein Tiefton angehoben werden. Beispielsweise kann ein Wort wie dùwà „Märchen“ in Isolation oder am Satzende wie dúúwà klingen. Diese Auswirkungen des Akzents werden im Folgenden ignoriert, vielmehr werden die Wörter gemäß ihrer im Kontext erforderlichen Aussprache umschrieben.

## Personal- und Possessivpronomina
Wie viele andere tschadische Sprachen unterscheidet das Lamang drei verschiedene Formen, die unserem „wir“ entsprechen, hat dafür aber keinen Genusunterschied entsprechend dem „er“ vs. „sie“ des Deutschen.
|                             | selbständig | Subjektssuffixe | Objektssuffixe | Possessivsuffixe |
| --------------------------- | ----------- | --------------- | -------------- | ---------------- |
| 1.sg. „ich“                 | ìyò         | -yo ~ -i        | -ì-            | -ɗà              |
| 2.sg. „du“                  | kàγà        | -ka             | -ɗà-           | -γà              |
| 3.sg. „er, sie“             | nèɗè        | -ɗe ~ -Ø        | -nà-           | -ìnì             |
| 1.pl. „ich + du (+ andere)“ | nàmàŋ       | -maŋ            | -mà-           | -màŋ             |
| 1.pl. „ich + ihr“           | nàmwà       | -mwa            | -m(à)wà-       | -mwà             |
| 1.pl. „ich + andere“        | nàyìŋ       | -yiŋ            | -nì-           | -yìŋ             |
| 2.pl. „ihr“                 | kàγènì      | -keni           | -wà-           | -γénì            |
| 3.pl. „sie“                 | nàxáŋ       | -xáŋ            | -nà-           | -tàŋ             |
| unpersönlich „man“          | -           | -lo             | -              | -                |

Bemerkungen:
- Die Wahl des Subjektssuffixes der 1.sg. (-yo oder -i) und der 3.sg. (-ɗe oder null) hängt vom verwendeten Tempus ab.
- Das Subjektssuffix -xáŋ „sie“ hat inhärenten Hochton. Alle anderen Subjektssuffixe übernehmen normalerweise den Ton der vorangehenden Silbe.
- Es steht kein Objektssuffix für die 3.pl. zur Verfügung. Ersatzweise wird das Suffix der 3.sg. benutzt.

## Substantiv
Das Lamang besitzt kein grammatisches Geschlecht.
Substantive können eine Pluralform bilden. Diese wird seltener gebraucht als im Deutschen und ist unnötig, wenn schon aus einem anderen Wort im Satz hervorgeht, dass eine Mehrheit gemeint ist.
Der Plural hat normalerweise eine Endung -xá. Vor dieser fällt ein auslautender Vokal des Substantivs oft ab. Beispiele:
- ílí „Auge“ – ílxá „Augen“
- sə́rá „Bein“ – sə̀ráxá „Beine“
- γwà „Berg“ – γwàxá „Berge“
- ḿγàm „Chef“ – ḿγàmxá „Chefs“
- ɬá „Kuh“ – ɬáxá „Kühe“
- lúmà „Stadt“ – lúmáxá „Städte“
- dàdà „Vater“ – dádxá „Väter“
- ógò „Ziege“ – ógxá „Ziegen“

Folgende vier Substantive haben unregelmäßige Pluralformen:
- zɗàl „Mann“ – zálá „Männer“
- márákwá „Frau“ – míxá „Frauen“
- úzàŋà „Junge, Sohn“ – úzíná „Jungen, Söhne“
- mákwá „Mädchen, Tochter“ – úzínkùγì „Mädchen, Töchter“

## Possession
Es steht immer die Reihenfolge Possessum – Possessor. Der Possessor kann ein Substantiv sein (das dann keine besondere Markierung erhält) oder aber ein Possessivsuffix.
An das Possessum werden zwei a-Suffixe angehängt, was sich in einem gelängt gesprochenen a äußert. Der Ton dieses langen a gleicht sich vor Possessivsuffix dem Ton dieses Suffixes an, vor Substantiv ist er jedoch in der Regel umgekehrt als der Ton der ersten Silbe desselben. Beispiele:
- ógò „Ziege“ – ógáá dàdà „Vaters Ziege“ – ógààɗà „meine Ziege“ – ógììnì „seine Ziege“ – ógááγénì „eure Ziege“
- ɬá „Kuh“ – ɬààγà „deine Kuh“
- mákwá „Tochter“ – mákwáá dàdà „die Tochter des Vaters“ – mákwììnì „seine Tochter“
- úzíná „Kinder“ – úzínáà márákwá „die Kinder der Frau“
- úvàxà „Bauernhof“ – úvàxáá ndònò „der Bauernhof von Ndono(Name)“ – úváxììnì „sein Bauernhof“

Ist das Possessum ein mit der Endung -xá gebildeter Plural, so tritt das erste a-Suffix zwischen Stamm und Pluralendung, und das zweite a-Suffix folgt auf die Pluralendung und verschmilzt mit ihr wiederum zu einem langen a:
- ógxá „Ziegen“ – ógáxáá dàdà „Vaters Ziegen“ – ógáxààɗà „meine Ziegen“ – ógáxììnì „seine Ziegen“ – ógáxááγénì „eure Ziegen“
- ɬáxá „Kühe“ – ɬáxààγà „deine Kühe“ – ɬáxááγénì „eure Kühe“

Die Wörter dàdà „Vater“ und mámá „Mutter“ zeigen als Possessum Besonderheiten. Im Singular haben sie vor Possessivsuffix einen verkürzten Stamm:
- dààɗà „mein Vater“ – dààγà „dein Vater“ – dììnì „sein Vater“
- mààɗà „meine Mutter“ – mààγà „deine Mutter“ – mììnì „seine Mutter“

Im Plural fügen sie kein -a- vor der Pluralendung ein:
- mámxá „Mütter“ – mámxááγénì „eure Mütter“

## Adjektiv
Das Adjektiv folgt seinem Substantiv. Dieses trägt dann dieselbe -aa-Erweiterung wie vor einem Possessor:
- óg-áá ŋgrà „eine schwarze Ziege“
- màkw-ìn-áá málè „seine älteste Tochter“

## Demonstrativpronomen
Man verwendet die Suffixe -na „dieser“ oder -ya „jener“, deren Ton von der vorhergehenden Silbe übernommen wird. Abhängig vom jeweiligen Substantiv kann der auslautende Vokal desselben zu ə werden oder ganz abfallen:
- lúmà „Stadt“ – lúmà-nà „diese Stadt“ – lúmà-yà „jene Stadt“
- lúmáxá „Städte“ – lúmáxá-ná „diese Städte“ – lúmáxá-yá „jene Städte“
- fítí „Tag“ – fítə́-ná „dieser Tag“ – fítí-yá „jener Tag“
- márákwá „Frau“ – márákw-ná „diese Frau“ – márákw-íyá „jene Frau“

## Verb

### Grundsätzliches
Die Formenbildung des Verbs basiert auf zwei Stammformen: dem Aoriststamm und dem Verbalnomen. Der Aoriststamm ist kürzer und kann als Wurzel des Verbs angesehen werden, aber das Verbalnomen dient als Zitierform.
In der Formenbildung besteht eine fundamentale Unterscheidung zwischen einfachen und abgeleiteten Verben. Abgeleitete Verben sind aus einfachen Verben plus einem oder zwei (nicht mehr) Derivationssuffixen zusammengesetzt. Pluralstämme (dazu siehe unten) einfacher Verben gelten ebenfalls als einfach.
Verben haben keinen lexikalischen Ton. Vielmehr wird der Ton einer Verbalform komplett durch seine grammatische Form und bei abgeleiteten Verben zusätzlich durch das Ableitungssuffix bestimmt.

### Einfache versus abgeleitete Verben
Zur Bildung abgeleiteter Verben stehen zahlreiche Suffixe zur Verfügung, die hier nicht im Detail besprochen werden. Die Suffixe sind jeweils mit einem charakteristischen Tonverlauf assoziiert. In gewissem Maße entsprechen die abgeleiteten Verben den deutschen Verben mit Präfixen („durchschneiden“ von „schneiden“ etc.). Als Beispiel einige Ableitungen von sá „trinken“ (hier im Verbalnomen zitiert):
- sə̀ŋtá „ein bisschen trinken“ (das meiste bleibt übrig)
- sə́stà „das meiste trinken“ (ein wenig bleibt übrig)
- sə̀stá „austrinken“ (nichts bleibt übrig)
- súŋtá „tränken; dem Vieh zu trinken geben“
- sútá „selbst austrinken“
- sùtá „mitnehmen und woanders trinken“

Und einige Ableitungen von drá „brennen“:
- drə̀ŋtá „ein bisschen verbrennen, verschmoren“
- drə́stà „zum Teil verbrennen“
- drə̀stá „von unten her verbrennen“
- drə́ŋtà „einbrennen“
- drúŋtá „für jemanden verbrennen“
- drúŋtà „vollkommen verbrennen“
- drànúŋtà „für jemanden vollkommen verbrennen“
- drútá „für sich verbrennen“
- drùtá „verbrannt werden“

### Verben der Bewegung
Zu dieser Gruppe zählen die Verben lá „gehen“ und sá „kommen“. Diese werden meist – im Verbalnomen obligatorisch – mit einem von vier Suffixen erweitert, die in sehr spezieller Weise die Bewegungsrichtung angeben. Das System ist davon geprägt, dass das Sprachgebiet der Lamang sich am Westhang des Mandara-Gebirges befindet.
Am Beispiel von lá „gehen“ entstehen so folgende vier Varianten, hier zitiert im Verbalnomen:
- làgátá „hinabgehen“, „westwärts gehen“
- lə́ftá „hinaufgehen“, „ostwärts gehen“
- lə́btà „hinausgehen“, nur für Bewegung nordwärts oder südwärts verwendet
- láátà „hineingehen“, unabhängig von der Himmelsrichtung verwendbar

### Aoriststamm versus Verbalnomen
Bei einfachen Verben endet der Aoriststamm immer auf -á. Vor dieser hochtonigen Endung ist der Aoriststamm meist tieftonig, jedoch sind auch durchgehend hochtonige Aoriststämme dokumentiert. Im Verbalnomen wird die Endung meist zu -ò, seltener zu -à oder -ùkù. Ein -a- des Stammes wird vor -ò zu -o- umgefärbt. Das Verbalnomen ist durchgehend tieftonig. Beispiele:
|                      | Aoriststamm | Verbalnomen |
| lachen               | γə̀mbàsá     | γə̀mbòsò     |
| nehmen               | kə̀lá        | kə̀lò        |
| nehmen (Pluralstamm) | kàlá        | kòlò        |
| schneiden            | tsá         | tsò         |
| sich setzen          | tsxúrá      | tsxùrà      |
| sprechen             | kwàrá       | kwòrò       |
| sterben              | mtá         | m̀tùkù       |
| tun                  | màná        | mònò        |
| vergessen            | mbìtsá      | mbìtsò      |

Das Verbalnomen abgeleiteter Verben hat grundsätzlich eine Endung -ta. Der Tonverlauf der abgeleiteten Verben wird weitgehend vom jeweiligen Ableitungssuffix bestimmt. Beispiele:
|                                    | Aoriststamm | Verbalnomen | Art der Ableitung                             |
| bringen                            | kə̀láá       | kə̀láátà     | von kə̀lá „nehmen“ mit einem Suffix -áá        |
| durchschneiden                     | tsə́ŋ        | tsə́ŋtà      | von tsá „schneiden“ mit einem Suffix -ŋ       |
| (nord- oder südwärts) herauskommen | sə́b         | sə́btà       | von sá „kommen“ mit einem Suffix -b           |
| (jemanden oder etwas) setzen       | tsxúráá     | tsxúráátá   | von tsxúrá „sich setzen“ mit einem Suffix -áá |

### Pluralstamm
Jedes Verb kann einen Pluralstamm bilden, der vor allem die Pluralität des Objekts oder (bei intransitiven Verben) des Subjekts, zuweilen aber auch andere Nuancen wie eine intensivierte Handlung bezeichnet. Den Pluralstamm bildet man entweder durch Einfügen von -a- nach dem ersten Konsonanten oder, falls die Stammgestalt des Verbs dies nicht zulässt, durch Reduplikation des letzten Konsonanten. Beispiele (Formen hier im Aoriststamm ohne Tonbezeichnung angegeben):
|           | einfacher Stamm | Pluralstamm |
| bauen     | ba              | baba        |
| heiraten  | uma             | wama        |
| lachen    | γəmbasa         | γambasa     |
| nehmen    | kəla            | kala        |
| reden     | ɗamala          | ɗamalala    |
| rufen     | xəga            | xaga        |
| sehen     | nγa             | naγa        |
| tun       | mana            | manana      |
| vergessen | mbitsa          | mbitsatsa   |

### Aorist
Auf der Basis der Stammformen des Aoriststammes und des Verbalnomens bildet das Lamang zahlreiche Tempusformen. Das formal einfachste Tempus ist der Aorist, der nicht auf eine bestimmte Zeitlage festgelegt ist. Er wird relativ selten verwendet.
Der Aorist besteht aus dem Aoriststamm plus einem folgenden Subjekt, das nominal oder pronominal sein kann (siehe oben im Abschnitt „Personal- und Possessivpronomina“). In der 3.sg. steht das Suffix -ɗe.
- tsá-yó „ich schneide“ – tsá-ká „du schneidest“ – tsá-ɗé „er/sie schneidet“
- sə́f-í „ich kam herauf“ – sə́f-ká „du kamst herauf“ – sə́f-ɗé „er/sie kam herauf“ – sə́f múfák „die Kanuri (ein Volk) kamen herauf“

### Perfekt
Das Perfekt wird durch Verdopplung des Aoriststammes gebildet. Der erste Stamm zeigt den normalen Tonverlauf des Aorists, also einen Hochton auf dem auslautenden -á, der zweite Stamm bleibt auf diesem Hochton, sofern er nicht mit einem „depressor consonant“ beginnt. Auf den so gebildeten Perfektstamm folgt das Subjekt. In der 3.sg. erscheint kein Suffix. Beispiele:
- tsá-ts-í „ich habe geschnitten“ – tsá-tsá-ká „du hast geschnitten“ – tsá-tsá „er hat geschnitten“
- kwàrá-kwár-í „ich habe gesprochen“ – kwàrá-kwárá-ká „du hast gesprochen“ – kwàrá-kwárá „er hat gesprochen“
- mbìtsá-mbìts-ì „ich habe vergessen“ – mbìtsá-mbìtsà-kà „du hast vergessen“ – mbìtsá-mbìtsà „er hat vergessen“

Bei bestimmten Verben wird der erste der beiden Stämme lautlich gekürzt:
- psá „suchen“ – pá-psá „er hat gesucht“
- mtá „sterben“ – má-mtá „er ist gestorben“
- tsxúrá „sich setzen“ – tsá-tsxúrá „er hat sich gesetzt“

Abgeleitete Verben zeigen ihr Derivationssuffix nur nach dem ersten der beiden Stämme:
- sə́-b-s-ì „ich bin herausgekommen“ – sə́-b-sà-kà „du bist herausgekommen“ – sə́-b-sà „er ist herausgekommen“
- tsə́-ŋ-ts-ì „ich habe durchgeschnitten“ – tsə́-ŋ-tsà-kà „du hast durchgeschnitten“ – tsə́-ŋ-tsà „er hat durchgeschnitten“

### Subjunktiv
Der Subjunktiv zeichnet sich durch ein Präfix a- aus. Die 3.sg. hat das Suffix -ɗe. Die Form ist (bei einfachen Verben) komplett hochtonig. Die 2.sg. wird selten gebraucht, da in dieser Funktion meist der Imperativ eintritt:
- á-ts-í „ich möge schneiden“ – á-tsá-ká „du mögest schneiden“ – á-tsá-ɗé „er möge schneiden“

Abgeleitete Verben fügen ihr Derivationssuffix nicht dem Verbalstamm, sondern dem a-Präfix an:
- sə́-b-tà (sə́-p-tà) „herauskommen“, aber: á-p-s-ì „ich möge herauskommen“ – á-p-sà-kà „du mögest herauskommen“ – á-p-sà-ɗè „er möge herauskommen“
- tsə́-ŋ-tà „durchschneiden“, aber: á-n-ts-ì „ich möge durchschneiden“ – á-n-tsà-kà „du mögest durchschneiden“ – á-n-tsà-ɗè „er möge durchschneiden“

### Imperativ
Für den Imperativ des Singulars gibt es zwei Bildeweisen, die sich bedeutungsmäßig offenbar leicht unterscheiden (hier nicht näher erläutert): Entweder steht der Stamm des Subjunktivs, also ein Präfix á vor dem hochtonigen Aoriststamm:
- á-tsá „schneide!“

Oder (nur von nicht-abgeleiteten Verben) es steht der reine Aoriststamm mit Tiefton:
- tsà „schneide!“

Vor dem Verbalstamm kann eines der Elemente -wà- (2.pl.), -mà- („ich + du“) oder -màwá- („ich + ihr“) eingefügt werden. Die Unterscheidung zwischen den beiden Imperativvarianten scheint dann zu verschwimmen. Folgende Formen sind dokumentiert:
- à-wà-sà „trinkt!“
- à-mà-sà „lass uns trinken!“
- à-màwá-sá „lasst uns trinken!“

An unregelmäßigen Imperativen ist zu vermerken:
- là „gehen“ – mbàɗá „geh!“ – mbàwá „geht!“
- sà „kommen“ – sèwè „komm!“ – sèwéɗé „kommt!“

### Imperfekt
Aus der Kombination des Verbalnomens mit folgendem Subjekt bildet man ein Imperfekt. Dieses steht allgemein für eine nicht-abgeschlossene Handlung ohne genaue Festlegung auf eine Zeitstufe. Die Subjektssuffixe verdrängen den auslautenden Vokal des Verbalnomens. Die 3.sg. steht ohne Suffix. Das Imperfekt kann nur von nicht-abgeleiteten Verben gebildet werden:
- ts-ì „ich schneide“ – ts-kà „du schneidest“ – tsò „er schneidet“
- kwòr-ì „ich spreche“ – kwòr-kà „du sprichst“ – kwòrò „er spricht“
- kə̀l-ì „ich nehme“ – kə̀l-kà „du nimmst“ – kə̀lò „er nimmt“
- tsxùr-ì „ich setze mich“ – tsxùr-kà „du setzt dich“ – tsxùrà „er setzt sich“

### Durativ
Der Durativ hat die gleiche Form wie das Imperfekt, ist aber hochtonig. Wie das Imperfekt kann er nur von nicht-abgeleiteten Verben gebildet werden:
- ts-í „ich schneide immer noch“ – ts-ká „du schneidest immer noch“ – tsó „er schneidet immer noch“
- kwór-í „ich spreche immer noch“ – kwór-ká „du sprichst immer noch“ – kwóró „er spricht immer noch“

### Progressiv
Der Progressiv wird wie das Imperfekt gebildet mit einem zusätzlichen Präfix ŋ́ (das auch „in“ bedeutet). Im Gegensatz zum Imperfekt kann der Progressiv auch von abgeleiteten Verben gebildet werden.
- ŋ́-kwòr-ì „ich spreche gerade“ – ŋ́-kwòr-kà „du sprichst gerade“ – ŋ́-kwòrò „er spricht gerade“

### Narrativ
Der Narrativ hat das Bildungsmuster gú + Subjekt + Verbalnomen. Das pronominale Subjekt der 3.sg. wird nicht bezeichnet:
- gú-yí tsò „und dann schnitt ich“ – gú-ká tsò „und dann schnittest du“ – gú tsò „und dann schnitt er“

gú zɗàl ŋ́ márákw ɮə̀gààtá
NAR Mann und Frau antworten
„und dann antworteten der Mann und die Frau“

### Futur
Ein Futur kann man durch die Kombination des Präfixes dá- mit mehreren Tempora ausdrücken, am häufigsten dem Imperfekt:
- dá-kə̀l-ì „ich werde nehmen“ – dá-kə̀l-kà „du wirst nehmen“ – dá-kə̀lò „er wird nehmen“

dá allein kann man mit „gehen werden“ übersetzen:
dá ŋ gàv-ì
gehen-werden in Gava ich
„ich werde nach Gava(Stadt) gehen“

## Präpositionen
Das Lamang verfügt über einige Präpositionen, z. B.:
- ŋ́ „in“
- má „zu“
- tá „auf“
- ndà „mit (auch: und)“

Sie können mit Pronominalsuffixen verbunden werden, die formal den Subjektssuffixen gleichen:
- mí-yó „zu mir“ – má-ká „zu dir“ – mé-ɗé „zu ihm/ihr“ – má-yíŋ „zu uns“ – má-xáŋ „zu ihnen“
- ndì-yò „mit mir“ – ndà-kà „mit dir“ – ndè-ɗè „mit ihm/ihr“ – ndà-yìŋ „mit uns“ – ndà-xáŋ „mit ihnen“

Es ist aber auch möglich, Präpositionen mit den selbständigen Pronomina zu kombinieren:
- ndà nèɗè (neben ndè-ɗè) „mit ihm/ihr“

Häufig werden zusätzlich Körperteilnomina hinzugesetzt, wodurch weitere Ausdrucksmöglichkeiten entstehen, z. B.:
- má γàŋ-á ùfù „zum Kopf(γàŋ) des Baumes“, d. h.: „auf den Baum“

## Syntax

### Wortstellung
Die Grundwortstellung des Lamang ist Verb-Subjekt-Objekt. Damit unterscheidet sich das Lamang von den meisten anderen tschadischen Sprachen, die die Stellung Subjekt-Verb-Objekt bevorzugen. Da aber einige andere alte afroasiatische Sprachen ebenfalls verbinitial sind (z. B. Ägyptisch, Klassisches Arabisch, Biblisches Hebräisch), könnte es sich bei dieser Eigenschaft des Lamang um ein altertümliches Merkmal handeln:
dzàvə́ŋdzà lə́ŋɗíyákə́ ŋ́ xóγò ŋ́ bàláá-yákwà
haben-sich-versammelt Vogelleute in gestern in Balaa-Yakwa
„die Vogelleute versammelten sich gestern in Balaa-Yakwa(Ort)“
Allerdings kann im Prinzip jedes Satzglied zur besonderen Hervorhebung vor das Verb verschoben werden.

### Nominales Objekt
Grundsätzlich wird das direkte und das indirekte Objekt (sei es nominal oder pronominal) auf die gleiche Weise ausgedrückt. Das nominale Objekt wird oft, aber nicht immer, durch die Präposition t(ə) eingeleitet:
mànáá-ɗ t xə̀gà
machen-er AKK Haus
„er machte (baute) ein Haus“
xə̀náá-y tə́ lγə̀ŋ
schlachten-ich AKK Stier
„ich schlachtete den Stier“
psá-l t úɓá
suchen-man AKK Milch
„man sucht Milch“

### Pronominales Objekt
Das pronominale Objekt wird durch Elemente im Verb ausgedrückt, die oben im Abschnitt „Personal- und Possessivpronomina“ aufgeführt sind. Diese Elemente stehen an derselben Stelle, an denen auch die Verbableitungssuffixe erscheinen, also:
- zwischen Stamm und Subjektssuffix
- zwischen Präfix a- des Subjunktivs/Imperativs und Stamm
- zwischen den beiden reduplizierten Stämmen im Perfekt

Was die relative Abfolge von pronominalem Objekt und Ableitungssuffixen angeht, so stehen einige Ableitungssuffixe vor, andere (und zwar die meisten) hinter dem pronominalen Objekt.
Beispiele:
- là-ŋà-nə́-b-l-ì „ich habe ihn hinausgebracht“, von là-ŋáb-tà „hinausbringen“, einer Ableitung von là „gehen“: là steht doppelt wegen Reduplikation im Perfekt, in die Ableitungssuffixfolge -ŋáb- wird -nə́- „ihn“ eingeschoben, -ì ist „ich“
- vlà-ɗə́-vlà-l màkwà „man(-l) hat dir(-ɗə́-) das Mädchen gegeben(vlà, Perfektreduplikation)“
- vlà-ɗə́-vlà „er hat (es) dir gegeben“
- γùn-ì-s ndònò „Ndono(Name) schickte mich(-ì-)“
- náγ-í-tá-ɗè „er(-ɗè) liebt mich(-í-)“
- Von kwàr-ə́p-tà „sagen“, einer Ableitung von kwara „sprechen“, bildet man kwàr-í-p-tà „mir zu sagen“, und im Imperativ í-p-kwàrà „sag mir!“. Hier steht -i- „mir“ vor dem Stamm und hinter dem Imperativpräfix a-, welches jedoch im Vokal i- aufgeht und daher unsichtbar bleibt.

mànà-ná-mán-ì tə̀ nànà
machen-ihm-machen-ich AKK dies
„ich habe dies für ihn getan“

### Nichtverbalsatz
Bei nichtverbalem Prädikat ist im Lamang keine Kopula notwendig. Im Prinzip gilt auch hier die Reihenfolge Prädikat-Subjekt:
má xgàà-ɗ mákwàà-γà
in Haus-mein Tochter-dein
„meine Tochter ist in deinem Haus“
ŋ́ xúɗáá lùwà ɗè
in Bauch Stadt er
„er ist (im Bauch der =) in der Stadt“
ùnd rxà málà ábdù
Person nett Herr Abdu
„Herr Abdu ist eine nette Person“

### Negation
Die Negation erfolgt im Prinzip durch die Partikel wó „nicht“ am Satzende:
- màná-xáŋ „sie taten (es)“ (Aorist) – màná-xáŋ wó „sie taten (es) nicht“

In manchen Tempora gibt es Besonderheiten. Zum Beispiel muss im negierten Imperfekt eine Umschreibung mit dem Hilfsverb xà (eigentlich „existieren“) verwendet werden:
- kə̀l-kà „du nimmst“ – xà-kà kə̀l wó „du nimmst nicht“

Auch bei adverbiellem Prädikat steht xà:
xà dá ndà nèɗ wó
AUX FUT mit er nicht
„(er) wird nicht bei ihm sein“
Den Subjunktiv und den Imperativ kann man nicht mit wó negieren. Vielmehr gibt es stattdessen ein eigenes Tempus, den negativen Subjunktiv. Er hat das Suffix -tá:
- tsá-tá-yó „ich möge nicht schneiden“ – tsá-tá-ká „du mögest nicht schneiden; schneide nicht!“ – tsá-tá-ɗé „er möge nicht schneiden“

Im negativen Subjunktiv ist es aber viel üblicher, abgeleitete Verben zu verwenden, also in diesem Fall etwa:
- tsə́ŋ-tá-yó „ich möge nicht durchschneiden“ – tsə́ŋ-tá-ká „du mögest nicht durchschneiden; schneide nicht durch!“ – tsə́ŋ-tá-ɗé „er möge nicht durchschneiden“

Von Bewegungsverben muss im negativen Subjunktiv eine der abgeleiteten Varianten stehen:
- sèwè „komm!“, aber (z. B.): sə́ptàkà „komm nicht heraus!“

(Es gibt kein einfaches „komm nicht!“.)

### Frage
In Wortfragen steht am Satzanfang das Fragewort und am Satzende die Partikel nè:
né món-kà nè
was tust-du FRAGE
„was tust du?“
wé kwàrà-ɗə́-ptà nè
wer sagte-dir(-ɗə-) FRAGE
„wer hat es dir gesagt?“
In Satzfragen steht am Satzende die Partikel rè:
á-mt-í rê
sterbe-ich(Subjunktiv) FRAGE
„soll ich sterben?“
dzàŋ-ká rè
dumm-du FRAGE
"bist du dumm?

## Wortschatz
Einige Elemente aus dem Grundwortschatz (Verben sind im Aoriststamm zitiert):
| Auge   | ílí     |
| drei   | xə̀kə́ná  |
| eins   | tálá    |
| essen  | zá      |
| Frau   | márákwá |
| fünf   | xùtáfá  |
| geben  | vlá     |
| gehen  | lá      |
| groß   | gùlò    |
| gut    | ɗγwànà  |
| Hand   | dzə̀vò   |
| hören  | sə̀ná    |
| Mann   | zə̀ɗàl   |
| Mund   | éwé     |
| sagen  | kág     |
| sehen  | nγá     |
| vier   | ùfáɗá   |
| Wasser | ímí     |
| wissen | sə́nə̀ŋ   |
| zwei   | xésá    |